# فرانسينا جوردي
فرانسينا جوردي هي مغنية وملحنة سويسرية، ولدت في 24 يونيو 1977 في Worb ‏ في سويسرا.

## وصلات خارجية
- الموقع الرسمي
- فرانسينا جوردي على موقع IMDb (الإنجليزية)
- فرانسينا جوردي على موقع ميوزك برينز (الإنجليزية)
- فرانسينا جوردي على موقع ديسكوغز (الإنجليزية)
- فرانسينا جوردي على موقع قاعدة بيانات الفيلم (الإنجليزية)